# Lasioglossum ypirangense
Lasioglossum ypirangense là một loài Hymenoptera trong họ Halictidae. Loài này được Schrottky mô tả khoa học năm 1910.